# Voinîn, Lokaci
Voinîn (în ucraineană Войнин) este un sat în comuna Șelviv din raionul Lokaci, regiunea Volînia, Ucraina.

## Demografie
Componența lingvistică a localității Voinîn
     Ucraineană (100%)
Conform recensământului din 2001, toată populația localității Voinîn era vorbitoare de ucraineană (100%).